# جام یوفا ۹۱–۱۹۹۰
جام یوفا ۹۱–۱۹۹۰، بیستمین فصل از جام یوفا، مسابقات فوتبال باشگاهی سطح دوم اروپا بود که توسط یوفا سازماندهی شد و با قهرمانی اینتر میلان به پایان رسید.